# Calydna lusca
Calydna lusca is een vlindersoort uit de familie van de prachtvlinders (Riodinidae), onderfamilie Riodininae.
Calydna lusca werd in 1835 beschreven door Geyer.